# Internationale Rheinland-Pfalz-Rundfahrt 1974
Die Internationale Rheinland-Pfalz-Rundfahrt 1974 war ein Etappenrennen im Radsport, das über zehn Etappen durch das deutsche Bundesland Rheinland-Pfalz führte. Die 9. Austragung der Rheinland-Pfalz-Rundfahrt fand vom 24. Juli bis 2. August mit Start und Ziel in Kusel statt. Sieger wurde Aad van den Hoek aus den Niederlanden.

## Teilnehmer
Am Start waren 65 Radrennfahrer. Vertreten waren sechs ausländische Nationalmannschaften (Belgien, Dänemark, Niederlande, Norwegen, Polen, Tschechoslowakei sowie die Auswahl des Bundes Deutscher Radfahrer (BDR)). Dazu kamen auch fünf deutsche Landesverbandsteams und eine Auswahl der Bundeswehr. Jede Mannschaft hatte fünf Fahrer.

## Strecke und Rennverlauf
Die Rundfahrt führte über 1.564 Kilometer von Kusel durch das Bundesland Rheinland-Pfalz zurück nach Kusel. Es gab keinen Ruhetag und ein Einzelzeitfahren. Zwei Etappen waren in Halbetappen aufgeteilt. Der Sieger Aad van den Hoek legte den Grundstein für seinen Erfolg bereits auf der 2. Etappe mit dem Gewinn des Einzelzeitfahrens. Die niederländische Mannschaft prägte die Rundfahrt und schirmte den Führenden gegen alle Angriffe ab und konnte drei Etappen gewinnen. Bester Belgier wurde Leopold Verschueren als 15.

## Etappen
| Etappe                           | Tag       | Start – Ziel                    | km    | Etappensieger      | Führender          |
| -------------------------------- | --------- | ------------------------------- | ----- | ------------------ | ------------------ |
| 1. Etappe                        | 24. Juli  | Kusel – Kaiserslautern          | 135   | Klaus-Peter Thaler | Klaus-Peter Thaler |
| 2. Etappe (A)                    | 25. Juli  | Kaiserslautern – Bellheim       | 128,5 | Jiří Prchal        | Aad van den Hoek   |
| 2. Etappe (B) (Einzelzeitfahren) | 25. Juli  | Bellheim – Landau               | 19    | Aad van den Hoek   | Aad van den Hoek   |
| 3. Etappe                        | 26. Juli  | Landau – Ludwigshafen           | 152,5 | Ernst Nyffeler     | Aad van den Hoek   |
| 4. Etappe                        | 27. Juli  | Ludwigshafen – Mainz            | 137   | Jürgen Kraft       | Aad van den Hoek   |
| 5. Etappe                        | 28. Juli  | Mainz – Kirn                    | 137   | Ernst Nyffeler     | Aad van den Hoek   |
| 6. Etappe                        | 29. Juli  | Kirn – Bad Neuenahr             | 158,5 | Erwin Derlick      | Aad van den Hoek   |
| 7. Etappe                        | 30. Juli  | Linz am Rhein – Bad Marienberg  | 123   | Herbert Brehm      | Aad van den Hoek   |
| 8. Etappe (A)                    | 31. Juli  | Bad Marienberg – Bad Schwalbach | 102   | Wilfried Trott     | Aad van den Hoek   |
| 8. Etappe (B)                    | 31. Juli  | Bad Schwalbach – Diez           | 60    | Herbert Brehm      | Aad van den Hoek   |
| 9. Etappe                        | 1. August | Diez – Simmern (Westerwald)     | 132   | Alfons van Katwijk | Aad van den Hoek   |
| 10. Etappe                       | 2. August | Simmern (Westerwald) – Kusel    | 257,5 | Herman Snoeijink   | Aad van den Hoek   |

## Endergebnisse
|      | Fahrer             | Mannschaft       | Zeit (h)     |
| 01.  | Aad van den Hoek   | Niederlande      | 37:19:26 h   |
| 02.  | Klaus-Peter Thaler | BDR              | + 4:56 min.  |
| 03.  | Alfons van Katwijk | Niederlande      | + 5:02 min.  |
| 04.  | Jiří Prchal        | Tschechoslowakei | + 5:09 min.  |
| 05.  | Dušan Zeman        | Tschechoslowakei | + 5:11 min.  |
| 06.  | Peter Weibel       | BDR              | + 5:50 min.  |
| 07.  | Pavol Čambal       | Tschechoslowakei | + 8:02 min.  |
| 08.  | Albert Scheffer    | Niederlande      | + 9:10 min.  |
| 09.  | Adam Jagła         | Polen            | + 9:21 min.  |
| 010. | Herman Snoeijink   | Niederlande      | + 10:11 min. |
| 0 …  |                    |                  |              |

|     | Mannschaft       |  |
| 01. | Niederlande      |  |
| 02. | BDR              |  |
| 03. | Tschechoslowakei |  |